# Konstruktywna krytyka
Konstruktywna krytyka – rodzaj krytyki, która charakteryzuje się tym, że osoba krytykująca przedstawia lub sugeruje jednocześnie sposób lub sposoby rozwiązania problemu poddanego krytyce. Można ten rodzaj krytyki zaliczyć do krytyki wyższego poziomu w przeciwieństwie do zwykłej krytyki pozbawionej tej cechy.
Na ogół trudniejsza do wyrażenia niż zwykła krytyka. Przy dyskusji krytycznej problemu lub zjawiska, podczas której stosuje się zasadę przedstawiania tylko konstruktywnej krytyki, zwykle występuje znaczne ograniczenie wystąpień krytycznych.